# Шалена вечірка (фільм, 1923)
Шалена вечірка (англ. The Wild Party) — американська комедійна драма режисера Герберта Блаше 1923 року.

## У ролях
- Гледіс Волтон — Леслі Адамс
- Роберт Елліс — Василь Вінджет / Стюарт Фюрт
- Фріман Вуд — Джек Каммінгс
- Дороті Рів'єр — Бланш Картрайт
- Сідні Де Грей — Пол Картрайт
- Льюїс Сарджент — «Ножиці» Гоган
- Естер Ралстон — Бесс Фюрт
- Кейт Лестер — місіс Фюрт
- Джозеф В. Джирард — містер Фюрт
- Сідні Брейсі — Джаспер Джонстон